# Amazon Silk
Amazon Silk — веб-браузер, разработанный Amazon на основе движка Blink специально для Kindle Fire и Fire Phone.

## Происхождение имени
«Нить из шёлка почти невидима, но является сильным соединением между двумя вещами» — говорит Amazon о хорошем соединении между устройством и серверами Amazon.